# Walther GSP

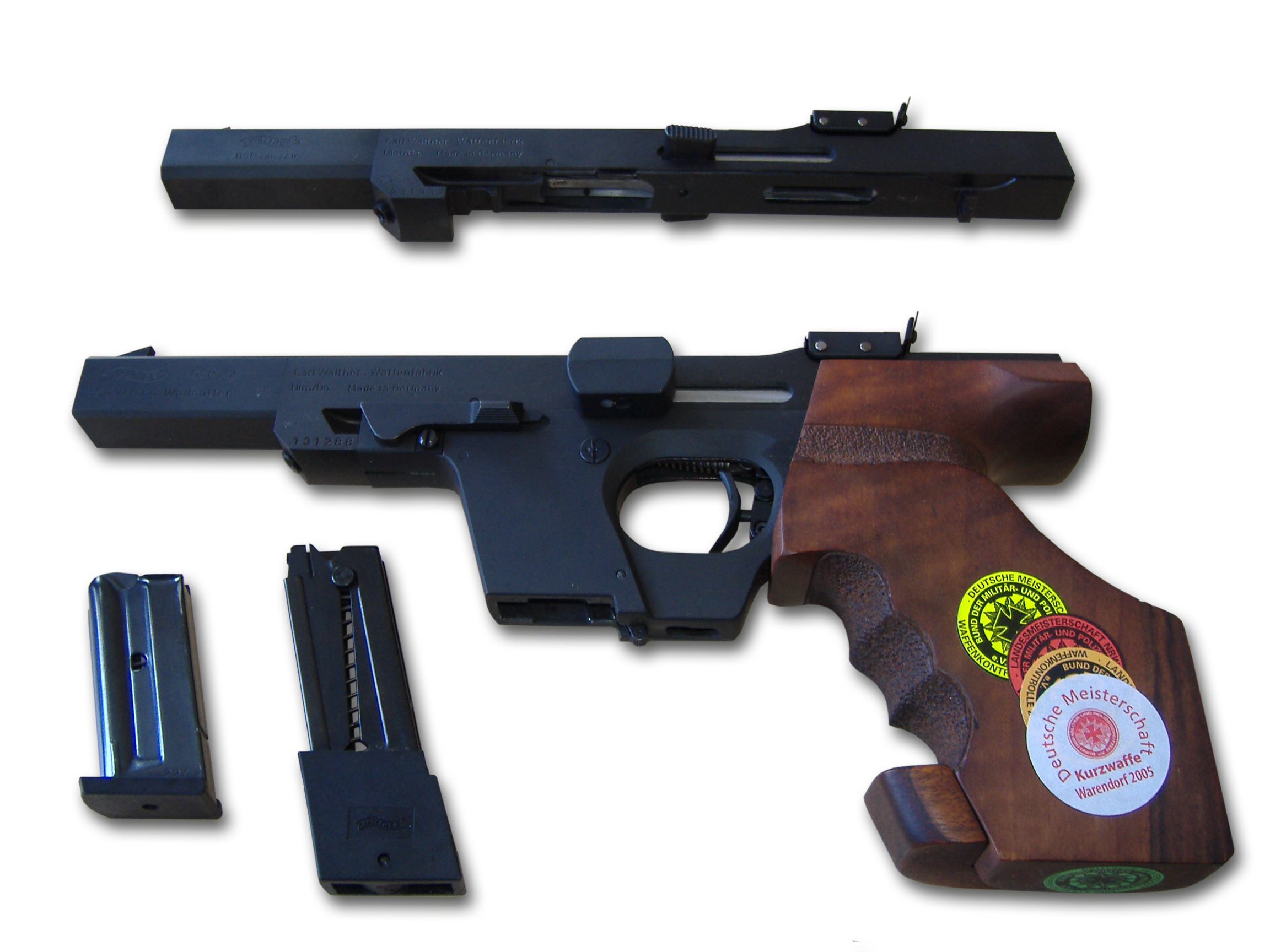
GSP desmontada

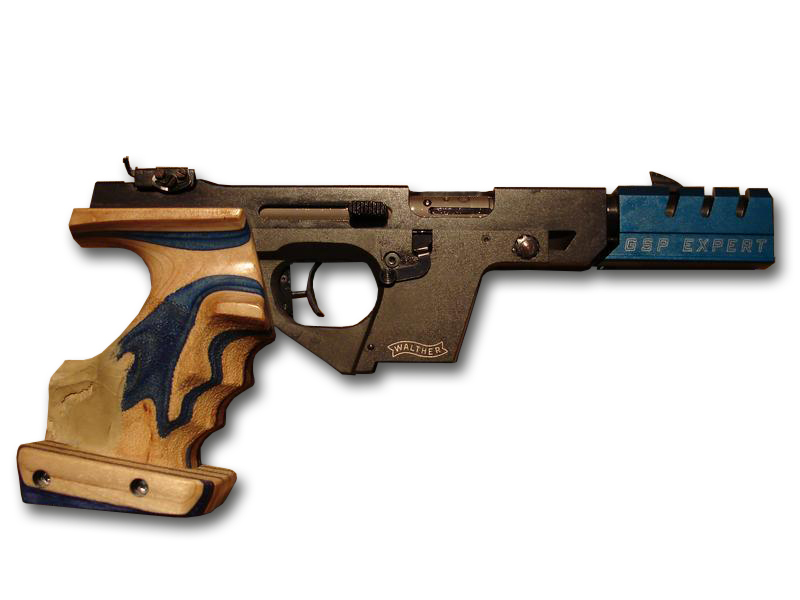
Modelo GSP-Expert

A Walther GSP é uma arma de fogo de precisão, considerada uma pistola para tiro ao alvo esportivo, fabricada na Alemanha por Walther Sportwaffen e desenhada por Thore Eldh Sweden, seus calibres estão disponíveis para receber munições .22 e .32. Também disponível em uma versão ainda mais precisa e apurada denominanda GSP Expert.
É uma bastante procurada para tiro esportivo em alguns lugares da Europa, para a categoria de até 25 metros e homologada pela ISSF que gerencia o esporte, mas não aprovada pelo Comitê Olímpico Internacional para esporte olimpicos.
Com calibre .22 LR, é geralmente utilizada para a categoria de Pistola até 25 metros, já o calibre .32, geralmente é utilizada para a categoria de fogo central de 25 metros.

## Características
- Peso: Cerca de 1200 gramas.
- Tamanho: 295 mm (11.6 in)
- Altura: 50 mm (2 in)
- Largura: 142 mm (5.6 in)
- Capacidade: 5 tiros no carregador
- Material: Aço, madeira e algumas partes em fibra de carbono